# Ô nhiễm Telluric
Ô nhiễm Telluric là sự ô nhiễm của quang phổ thiên văn bởi bầu khí quyển của Trái đất. 

## Giao thoa với các quan sát thiên văn
Hầu hết các quan sát thiên văn được thực hiện bằng cách đo các photon (bức xạ điện từ) có nguồn gốc ngoài bầu trời. Tuy nhiên, các phân tử trong bầu khí quyển của Trái đất, hấp thụ và phát xạ ánh sáng của chúng, đặc biệt là ở phần nhìn thấy và tia hồng ngoại của quang phổ, và bất kỳ quan sát trên mặt đất nào cũng có thể bị ô nhiễm từ các nguồn chính xác (có nguồn gốc từ trái đất) này. Hơi nước, oxy và OH là một số phân tử quan trọng hơn trong ô nhiễm telluric. Ô nhiễm nước đặc biệt rõ rệt trong các phép đo Doppler năng lượng mặt trời Mount Wilson.
Nhiều kính viễn vọng khoa học có máy quang phổ, đo các photon dưới dạng hàm của bước sóng hoặc tần số, với độ phân giải điển hình theo thứ tự nanomet. Quan sát quang phổ có thể được sử dụng trong vô số bối cảnh, bao gồm đo thành phần hóa học và tính chất vật lý của các vật thể thiên văn cũng như đo vận tốc của vật thể từ sự dịch chuyển Doppler của các vạch quang phổ. Trừ khi chúng được điều chỉnh sửa chữa, ô nhiễm telluric có thể tạo ra lỗi hoặc giảm độ chính xác trong dữ liệu đó.
Ô nhiễm Telluric cũng có thể quan trọng đối với các phép đo trắc quang.

## Điều chỉnh Telluric
Có thể điều chỉnh các tác động của ô nhiễm Telluric trong phổ thiên văn. Điều này được thực hiện bằng cách chuẩn bị một hàm số hiệu chỉnh chính xác, được thực hiện bằng cách chia phổ mô hình của một ngôi sao cho một quan sát thiên văn của một ngôi sao chuẩn trắc quang thiên văn. Hàm này sau đó có thể được nhân với một quan sát thiên văn tại mỗi điểm bước sóng.
Mặc dù phương pháp này có thể khôi phục hình dạng ban đầu của phổ, các vùng bị ảnh hưởng có thể dễ bị nhiễu cao do số lượng đếm thấp trong khu vực đó của phổ.